# Blutrausch (1997)
Blutrausch ist ein österreichischer Kriminalfilm nach dem gleichnamigen Roman von Günter Brödl, der großteils im Wiener Dialekt gedreht wurde.

## Handlung
Als der in ganz Wien bekannte Musiker Kurt Ostbahn nach einem Auftritt noch sein Stammbeisl, das „Espresso Rallye“, betritt, werden er und der Wirt Herr Josef zunächst Zeuge einer lautstarken Auseinandersetzung zwischen dem Kleinkriminellen und Musiker Wickerl und dem als Aushilfe beschäftigten Rudi. Einige Zeit und einige Fernets später begibt sich Kurt Ostbahn auf den Nachhauseweg und findet die ziemlich übel zugerichtete Leiche von Wickerl. Am nächsten Morgen wird Kurt Ostbahn schweren Kopfes von Kommissarin Franziska Sedlacek und Inspektor Skocik geweckt, wobei die kurz vor der Pension stehende Sedlacek mehr Sympathien für Kurt Ostbahn hegt als ihr übereifriger junger Kollege, der partout glauben will, dass Kurt Ostbahn der Täter ist.
Dieser beginnt mit seinem kriminalistisch interessierten Musikerfreund, dem „Trainer“, auf eigene Faust die Hintergründe des spektakulären Verbrechens herauszufinden. Dabei stößt er im „Espresso Rallye“ zunächst auf die attraktive und geheimnisvolle Marlene Thompson, die sich als Hoteliersgattin vorstellt und ihn sogar in seine Wohnung begleitet. Die weiteren Ermittlungen führen in eine obskure Sado-Maso-Fetischszene, deren amerikanisches Logo Ostbahn frappant an eine Tätowierung am Oberschenkel von Marlene Thompson erinnert. Zunächst glauben sie, eine Spur zu haben, als sie in der Hinterlassenschaft von Wickerl jede Menge Schwarzkopien von CDs der Metalband „Mom & Dead“ mit ihrer exaltierten Sängerin Donna finden, die ebenfalls eine nicht zu übersehende Nähe zu besagter Fetischszene aufzuweisen hat. Die Geschichte wird noch komplizierter, als Rudi von Herrn Josef ähnlich bestialisch ermordet aufgefunden wird.
Zum Schluss gerät Kurt Ostbahn selbst in Lebensgefahr. Er wird bei einem Konzert von „Mom & Dead“ von einem Unbekannten niedergeschlagen und entführt, kann sich aber selbst befreien und den Mörder stellen – der sich als psychopathischer Killer und abgewiesener Verehrer von Donna herausstellt. Am Ende sitzt Kurt Ostbahn im Zug nach Paris, um Marlene Thompson zu besuchen.

## Produktion
Gedreht und produziert wurde der Streifen unter Beteiligung des ORF im Frühjahr 1997 in Wien von DOR Film. Förderungen gab es vom ÖFI und vom Wiener Filmfonds.

## Auswertung
Kinostart war am 19. September 1997. Blutrausch wurde am 14. April 2000 ab 23.25 Uhr in ORF 1 ausgestrahlt und am 22. Dezember 2008 um 0.15 Uhr in ORF 2 zum 60. Geburtstag von Willi Resetarits wiederholt. Im Rahmen des Sommerkinos wurde der Film am 12. August 2009 in der Arena gezeigt. Am 31. Oktober 2009 ist der Film auf DVD erschienen. Er ist auch als Download erhältlich. Verliehen und vertrieben wird er vom Filmladen.

## Soundtrack
Die CD zum Film wurde am 15. September 1997 unter der Amadeo-Nr. 5392782 veröffentlicht.
Trackliste
1. Szene (Kurt Ostbahn)
2. Blutrausch (lange Fassung) (Kurt Ostbahn & Die Kombo)
3. Szene: Herr Josef und Kurt Ostbahn (Lukas Resetarits und Kurt Ostbahn)
4. Nix wia Wickel (Kurt Ostbahn & Die Kombo)
5. Szene: Herr Josef, Wickerl und Rudi (Lukas Resetarits, Gerhard Gutenbrunner und Peter Dutz)
6. Deppata (Karl Ritter)
7. Zimma frei (Kurt Ostbahn & Die Kombo)
8. Szene: Kommissarin Sedlacek (Silvia Fenz)
9. Haasses Pflaster (Ostbahn-Kurti & Die Chefpartie)
10. A.A.S. (Karl Ritter)
11. Bondage Queen (Mom & Dead)
12. Home is (Where the Heart Is) (Mom & Dead)
13. Szene: Barkeeper (Manfred Deix)
14. Watch your Step (Alfred „King“ Karasek & His Blues Guitars)
15. Szene: Skocik und Kurt Ostbahn (Georg Friedrich und Kurt Ostbahn)
16. Stiegenhaus (Karl Ritter)
17. Szene (Kurt Ostbahn)
18. Mörderisch (Kurt Ostbahn & Die Kombo)
19. Szene: Herr Josef und Kurt Ostbahn (Lukas Resetarits und Kurt Ostbahn)

## Kritiken
„Erstmals übersiedeln Willi Resetarits (Darsteller) und Günter Brödl (Mastermind), Schöpfer des Gesamtkunstwerkes ‚Ostbahn Kurti‘, ins Kino. Sehr geholfen hat ihnen dabei der Regisseur Thomas Roth, der den bisher vor allem musikalisch definierten Wiener Vorstadtmythos gekonnt in Bilder übersetzt. Natürlich ist es kein schlichter Krimi oder ein blutrünstiges Splatter-Movie: ‚Blutrausch‘ erzählt vom coolen Prolo-Pop-Star Kurt O., der ohne großes Zutun in eine schaurige Mordserie verwickelt wird. Roth inszeniert ein dunkles Kammerspiel mit skurrilen Figuren: Herausragend sind Silvia Fenz als Kommissarin und Heribert Sasse als Agent mit Hang zur privaten Rasterfahndung. Für Altachtundsechziger erbaulich ist der attraktive Auftritt von Uschi Obermaier, der exzellent erhaltenen Erotik-Ikone der Kommunensteinzeit. Doktor Ostbahn selbst ist eine lässige, leicht gebrochene Figur, die an den Film noir erinnert. Kleine Details amüsieren zusätzlich: Die Sado-Sängerin (Inga Busch) hat zu Hause Motive des Aktionisten Rudolf Schwarzkogler an der Wand, und der Killer (Arno Frisch) kommt direkt aus Hanekes ‚Funny Games‘.“

„… Um den Stellenwert dieses katakombenschwarzen Krimis auf den Druckpunkt zu bringen: ‚Blutrausch‘, nach dem Krimi des Ostbahn-Intimus Günter Brödl, wirkt wie eine gemütvolle Literaturverfilmung des Spruchs ‚A echter Wiener geht net unter‘. Eine liebevolle Hommage an den Wiener Schmäh – personifiziert von Ostbahn, Freunden bzw. Feinden aus der wienerischen Vorstadt und dem Rest der Welt. Ein wenig auch Hort und Wortbewahrungsanstalt des Spruchs vom Grund, angefangen bei Kiberer über Blashüttn bis zum Batzn Buschkavü – und das ist ja wirkli ka Lecherlschas …“

„Blutrausch ist nur selten lustig und praktisch nie spannend. Die handlungsbegleitenden Sprüche Ostbahns wirken so spontan wie auf Mini-Bühnen deklamierte Witze, und als Philip-Marlowe-Verschnitt ist der Mann in etwa so komisch, als imitierte Humphrey Bogart den Ostbahn-Kurti. Weil schließlich nichts bedrohlich wirkt (eher wie postmodern zitierte ‚bedrohliche Situationen‘ aus Film Noir, Splatter und Western) – und weil sich aller Suspense an den Posen der zahlreichen Genre-Leichen dieses Films stumpf stößt, greift Regisseur Roth bald zu Effekt-Mitteln ohne Zweck: Man sieht im Close-Up eine Flipper-Kugel anrollen, und man sieht rasende Kamerafahrten, die durch keinen nachvollziehbaren Blick, keine in der Handlung begründete Bewegung, keine deutende Erzählhaltung motiviert sind. Ebenso unmotiviert tauchen die lieblos zwischen die Szenen gestopften (Off-)Songeinlagen des Ostbahn-Kurti auf. Aber um solche Unstimmigkeiten geht es in Filmen wie Blutrausch gar nicht. Hier denkt und inszeniert man in kleineren, aber großzügig mit albernen Kalauern aufgespeckten Einheiten: in Episoden. Alles sollte halt irgendein Flair haben und irgendwie wirken – nach dem Motto: jeder Schuß ein Treffer, egal wohin.“

„… Beim Film gab es ein augen- und ohrenscheinliches Problem: Ostbahn-Kurti in der Hauptrolle, Ostbahn-Kurti in den wichtigsten Nebenrollen, Ostbahn-Kurti als Statist, Ostbahn-Kurti mit Ostbahn-Kurti und Ostbahn-Kurti Soundtrack.“